# Anizy-le-Grand
Anizy-le-Grand é uma comuna francesa na região administrativa de Altos da França, no departamento de Aisne. Estende-se por uma área de 20.57 km². Em 2010 a comuna tinha 2 595 habitantes (densidade: 126,2 hab./km²).
Foi criada em 1 de janeiro de 2019, a partir da fusão das antigas comunas de Anizy-le-Château, Faucoucourt e Lizy.